# Авґуст Бульє
Авґуст Бульє (фр. Auguste Boullier; 1833—1898) — французький письменник і політичний діяч.
Авґуст Бульє народився 22 лютого 1833 року в місті Роані розташованому у французькому департаменті Луара.
Він багато подорожував європейськими країнами: Італія, Німеччина, Англія, побував також в Азії та Африці.
1871 року його було обрано депутатом до французького парламенту від рідного департаменту і, дотримуючись правоцентристських поглядів, обіймав цю посаду до 1875 року.
Авґуст Бульє помер 30 квітня 1898 року у рідному місті. Залишив після себе кілька помітних літературних праць.

## Вибрана бібліографія
- «Essai sur l'histoire de la civilisation en Italie» (Париж, 1861, 2 томи);
- «Le Dialecte et les chants populaires de la Sardaigne» (Париж, 1864);
- «I'le de Sardaigne, description, statistique, moeurs, ètat social» (Париж, 1865);
- «Études de politique et d'histoire ètrangères» (Париж, 1870);
- «L'art vénitien: architecture, sculpture, peinture» (Париж, 1870);
- «Un Roi et un Conspirateur; Victor-Emmanuel et Mazzini, leurs negociations secrètes et leur politique, suivi de M. de Bismarck et Mazzini, d'après des documents nouveaux» (Париж, 1885).